# Adolphe Theodore Brongniart
Adolphe Theodore Brongniart, francoski botanik, * 14. januar 1801, Pariz, Francija, † 18. februar 1876, Pariz, Francija.
Njegov oče, Alexandre Brongniart, je bil geolog, medtem ko je bil njegov stari oče, Alexandre-Théodore Brongniart, arhitekt. Zaradi svojega delovanja na področju primerjave izumrlih in obstoječih rastlin velja za očeta paleobotanike.